# ثرجوض
الثَرْجُوض (الاسم العلمي:†Dibasterium) هو جنس منقرض من كلابيات القرون الحقيقية، مجموعة من مفصليات الأرجل المخلبية. تم اكتشاف حفريات النوع النمطي والوحيد الثرجوض الدورجاوي (Dibasterium durgae) في رواسب العصر السيلوري الأوسط (مرحلة الهوميري) في هيرفوردشير، إنجلترا (في المملكة المتحدة). يشتق اسم الجنس اللاتيني من الكلمات dibamos («على قدمين») و mysterium («الغموض»)، والتي تعني «الغموض على قدمين» وتشير إلى أطراف الصدر الرأسي (من الرأس). الأسم العربي يشير إلى «ثنائي الأرجل الغامض» وهو منحوت من هذه الكلمات. يأتي اسم النوع من دورجا، وهي إلهة هندوسية ذات أذرع عديدة.